# 竿蓁林
竿蓁林，是新北市淡水區的一個地名，位於該區西南部，範圍大致包括八勢里西北端、竿蓁里不含最東端及東南端、樹興里西南站一小部分、鄧公里南部、幸福里不含西北半部的西北角及西南角。

## 歷史
台灣清治末期至日治前期，竿蓁林地區為一街庄，稱為「竿蓁林庄」，隸屬於芝蘭三堡。該庄北與庄仔內庄為鄰，東與樹林口庄、三空泉庄為鄰，南邊為小八里坌庄，西南邊隔淡水河與大八里坌庄相望，西北邊為滬尾街。
1901年（日治明治三十四年）11月，該庄隸屬於臺北廳，編入第二十六區。1906年（明治三十九年）1月，第二十四區及二十五區、二十六區的部分街庄合併為「滬尾區」，該庄屬之。1920年（大正九年），該庄改制為「竿蓁林」大字，隸屬於臺北州淡水郡淡水街。
戰後淡水街改制為淡水鎮，隸屬於臺北縣，大字亦改制為里。2010年12月，臺北縣升格為新北市，淡水鎮亦改制為淡水區。

## 交通
台北捷運淡水信義線經過竿蓁林地區，境內雖未設站，但紅樹林站、淡水站距離皆甚近。鄰近居民可由等路線及相關路網快速前往大台北地區各地，亦可在臺北車站轉搭高鐵、台鐵或客運前往全台各地。新北捷運淡海輕軌，於淡金路及坪頂路口交叉路口設置竿蓁林站。
省道台2線經過竿蓁林地區中部，往北可前往三芝、石門、金山、萬里、基隆等地，往南可於本地區南部邊界處接台2乙線前往北投、士林、台北市區，亦可接洲美快速道路、環河南北快速道路快速進入台北市區。台2乙線經過本地區西南部，往西北可進入淡水市區，再前行可於林仔街庄接台2線主線。
興建中的淡北道路雙起點皆在竿蓁林，分別設於台2線（淡金路）和台2乙線（中正東路），將可藉此前往臺北市北投區及關渡新橋。

## 文化資產
- 鄞山寺（國定古蹟）
- 英商嘉士洋行倉庫（官方名稱：淡水文化園區；舊名：淡水殼牌倉庫，市定古蹟）
- 淡水水上機場（市定古蹟）
- 淡水氣候觀測所（市定古蹟）